# 日本百觀音
日本百觀音是日本最具代表性的100處觀音寺院巡禮的合稱，計有西國三十三箇所、坂東三十三箇所與秩父三十四箇所。巡禮終點的結願寺是秩父三十四箇所的水潛寺。
日本百觀音的歷史相當悠久，在位於長野縣佐久市鳴瀧的岩尾城遺址有一塊大永五年（1525年）所立的石碑，其銘文中有「秩父三十四番　西國三十三番　坂東三十三番」之句，所以至少在此之前便已存在日本百觀音的巡禮風俗。

## 關連項目
- 西國三十三箇所
- 坂東三十三箇所
- 秩父三十四箇所
- 巡禮
- 日本寺院一覽

## 外部連結
- 日本百觀音